# Anahi guaraniticus
Anahi guaraniticus är en skalbaggsart som beskrevs av Martinez 1958. Anahi guaraniticus ingår i släktet Anahi och familjen Melolonthidae. Inga underarter finns listade i Catalogue of Life.